# HK UMP
Pour les articles homonymes, voir UMP.
 (janvier 2019).
Si vous disposez d'ouvrages ou d'articles de référence ou si vous connaissez des sites web de qualité traitant du thème abordé ici, merci de compléter l'article en donnant les références utiles à sa vérifiabilité et en les liant à la section « Notes et références ».
L’HK UMP (« Universale Maschinenpistole » en allemand ; en français : « pistolet mitrailleur universel ») est un pistolet mitrailleur fabriquée par la firme allemande Heckler & Koch et mis en vente à partir de 1999, avant tout conçue pour le marché policier d'Amérique du Nord avec l'ambition d'y remplacer le MP5.

## Caractéristiques
Doté d'une carcasse en polymère et d'un mécanisme plus simple que celui du MP5, l'HK UMP est moins cher et plus léger. Il semble pourtant compléter les arsenaux plutôt que de se substituer au MP5 et à son considérable succès commercial et opérationnel.
Afin de correspondre aux usages de son marché de prédilection, il a été en premier lieu chambré en .45 ACP puis en .40 S&W avant de connaître une version en 9 mm Parabellum, le calibre le plus souvent employé dans les pistolets mitrailleurs. La version chambrée en 9 mm est facilement reconnaissable à ses chargeurs incurvés alors que les deux autres versions sont dotées de chargeurs droits. Le HK UMP peut être converti d'un calibre à l'autre par changement du canon, de la culasse et du magasin.
Le .45 ACP et le .40 S&W présentent un recul plus important que le 9 mm Parabellum ; cet inconvénient est accru par le poids réduit de l'arme. Afin que l'UMP demeure contrôlable, la cadence de tir théorique est limitée à 600 coups par minute, ce qui est relativement faible pour un pistolet mitrailleur moderne.
Le mécanisme est plus conventionnel que celui du MP5, puisqu'il est opéré par le recul sans système de retardement de l'action. Le tir est réalisé culasse fermée en automatique, semi-automatique et par rafales de deux coups. Lorsque le chargeur est vide, un mécanisme retient la culasse en arrière de telle sorte qu'il n'est pas nécessaire de la manœuvrer pour chambrer une cartouche après avoir introduit un nouveau chargeur.
En plus de ses organes de visée, il est doté de deux rails Picatinny, l'un au-dessus de l'arme et l'autre au niveau de la garde et peut en recevoir deux supplémentaires sur les côtés. Ces rails standards permettent de monter rapidement une très large gamme d'accessoires : lunettes, viseur à acquisition rapide de type reflex comme les EOTech, pointeur laser IR, lampe tactique, poignées tactiques. Le cache-flamme est conçu pour accepter un silencieux QD (quick detachment) « clipable ».

## Versions

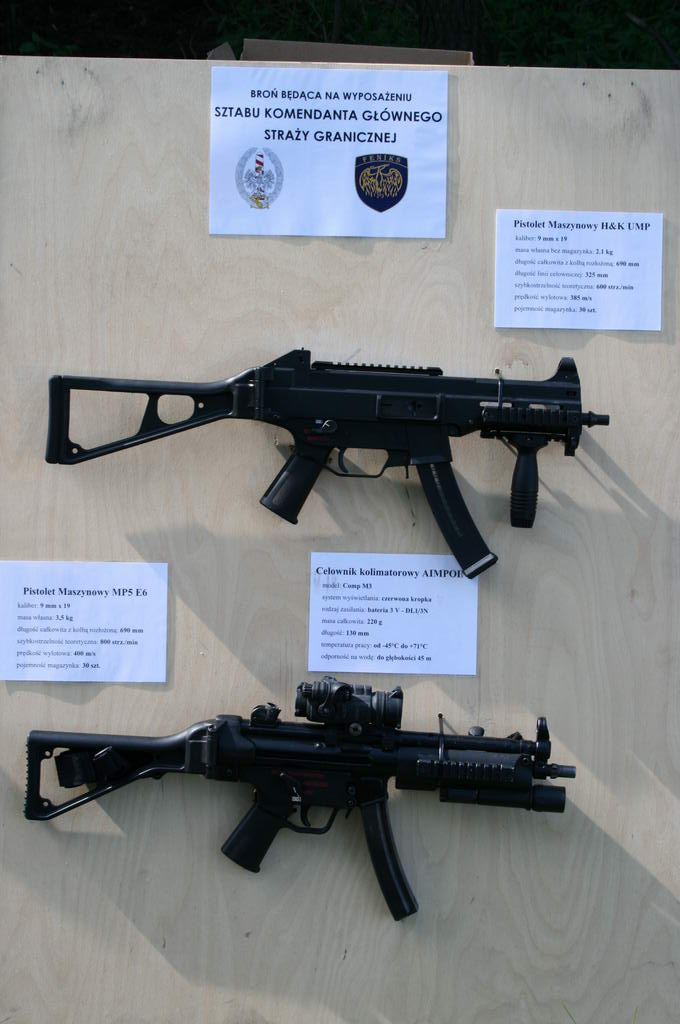
un HK UMP (en haut) et un MP5 (en bas).

- UMP9 : version en 9 mm parabellum à magasin courbe.
- UMP40 : version en calibre .40 S&W à magasin droit.
- UMP45 : version en calibre .45 ACP à magasin droit.

## Utilisateurs
- Australie (UMP40) : New South Wales Police Force Tactical Operations Unit, New South Wales Department of Corrective Services Hostage Response Group, Victoria Police Critical Incident Response Team.
- Belgique (UMP9) : Police Fédérale. Police Judiciaire Fédérale. Police de Liège.
- Canada (UMP40) : Brantford Police Service Emergency Response Team.
- Corée du Sud : Agence nationale de la police
- France (UMP9) : Gendarmerie nationale (depuis au moins 2008)[1], Direction générale des douanes et droits indirects, Police nationale (depuis 2016)[2] (un autre marché a été notifié le 3 juillet 2018 pour la fourniture de 2 000 HK UMP aux forces de l'ordre Françaises[3]).
- États-Unis (UMP40) : Service des douanes et de la protection des frontières des États-Unis, Pentagon Force Protection Agency (en).
- Géorgie (UMP45) : Forces spéciales géorgiennes.
- Jordanie : Force royale des opérations spéciales.
- Lettonie (UMP9)
- Liechtenstein : Forces de l'ordre au Liechtenstein.
- Malaisie (UMP40) : PASKAL, Agence de lutte maritime malaisienne.
- Mexique : Infanterie de marine
- Roumanie (UMP9) : Forces spéciales de l'armée de terre.
- Serbie (UMP9) : Brigade spéciale de l'Armée de terre serbe.
- Slovaquie : 5e régiment des forces spéciales.
- Thaïlande : SEALS de la marine royale thaïlandaise.

## Dans la culture populaire

### Cinéma
Le HK UMP est présent dans plusieurs films.
- Matrix Reloaded (2003)
- Mission impossible 3 (2006)
- Die Hard 4 : Retour en enfer (2007)
- Quantum of Solace (2008)
- Sucker Punch (2011)
- Sicario : La Guerre des cartels (2018)

### Jeux vidéo
Le HK UMP est présent dans de nombreux jeux vidéo.
- Alliance of Valiant Arms
- Série Battlefield :
  - Battlefield: Bad Company
  - Battlefield: Bad Company 2
  - Battlefield 3
  - Battlefield 4
  - Battlefield Hardline
  - Battlefield Play4Free
- Bullet Force
- Série Call of Duty :
  - Call of Duty: Modern Warfare 2
  - Call of Duty: Modern Warfare 3
  - Call of Duty: Infinite Warfare (Mac Tav-45)
- Conflict: Global Storm
- Série Counter-Strike
  - Counter-Strike: Condition Zero
  - Counter-Strike: Source
  - Counter-Strike: Global Offensive
  - Counter Strike 1.6
- Escape from Tarkov
- Hitman Absolution
- Insurgency: Modern Infantry Combat
- Série Jagged Alliance :
  - Jagged Alliance Online
  - Jagged Alliance: Back in Action
  - Jagged Alliance: Shades of Red
  - Jagged Alliance: Point Blank
  - Jagged Alliance: Crossfire
  - Jagged Alliance 3D and 3
  - Jagged Alliance: Hired Guns: The Jagged Edge
  - Jagged Alliance DS
  - Jagged Alliance: Flashback
- Killing Floor 2
- Modern Combat 3: Fallen Nation
- Operation 7
- PlayerUnknown's Battlegrounds
- SCUM
- Spec Ops: The Line
- Supreme Commander
- Swat 4
- Syphon Filter: Logan's Shadow
- Série Tom Clancy's Rainbow Six :
  - Tom Clancy's Rainbow Six: Vegas
  - Tom Clancy's Rainbow Six: Vegas 2
  - Tom Clancy's Rainbow Six 3: Raven Shield
  - Tom Clancy's Rainbow Six: Siege
- Série Tom Clancy's Splinter Cell :
  - Tom Clancy's Splinter Cell: Conviction
  - Tom Clancy's Splinter Cell: Blacklist
- Série Tom Clancy's Ghost Recon :
  - Tom Clancy's Ghost Recon Wildlands
- Série Tom Clancy's The Division :
  - Tom Clancy's The Division
  - Tom Clancy's The Division 2
- Urban Terror
- Warface
- War Rock
- Ready or Not (jeu vidéo)

### Bande dessinée
- Le HK UMP fait également une apparition dans la série Alpha.